# Erzincan
Erzincan (izg. Erzindžan) je glavno mesto province Erzincan v severovzhodni Turčiji. Leži na nadmorski višini 1.185 m in ima snežne zime in topla poletja.
Mesto je bilo v preteklosti znano po izdelkih iz srebra, zdaj pa po izdelkih iz bakra in kozjem siru tulum pejniri. Mesto je pomembno cestno in železniško križišče. Pomembni industrijski veji sta proizvodnji sladkorja in tekstila. V mestu je  glavni štab turške Tretje armade.

## Zgodovina
V Aciliseni,  antičnem predhodniku Erzincana, je bil  leta 387 sklenjen Acilisenski mir, s katerim je bila Armenija razdeljena na dve vazalni državi. Manjša je pripadla Bizantinskemu cesarstvu, večja pa Perziji.
Strabon v svoji Geografiji 11.4.14. Aciliseno imenuje Akilisiní (grško Ἀκιλισηνή). Etimologija izvora besede je sporna, mesto pa se je nesporno nekoč imenovalo Erez. Nekaj časa se je po cesarju Justinijanu imenovalo Justinianopolis. Kasneje so ga Grki imenovali Κελτζηνή (Kelcini) in Κελεζηνή (Kelezini).
Armenci so ga v 5. stoletju imenovali Jekegiac, kasneje pa Jerznka (armensko  Երզնկա).
V Erezu, ki ga še niso odkrili, je bilo predkrščansko svetišče, posvečeno armenski boginji Anahit. Agatangelos, domnevni tajnik armenskega kralja Tiridata III., poroča, da je kralj v prvem letu svojega vladanja odšel v Erez obiskal Anahitin tempelj in tam daroval. Prikritemu kristjanu Gregorju Razsvetitelju je ukazal, naj pripravi obredno daritev. Ker je Gregor zahtevo zavrnil, je bil aretiran in mučen. Dogodki so se končali s Tiridatovim krstom štirinajst let kasneje. Po pokristjanjenju Armenije so tempelj v Erezu porušili in njegovo premoženje in prostor prepustili Gregorju. V Erezu je bilo kasneje zgrajenih več samostanov.
Acilisena je neznano kdaj postala škofija. Prvi znani škof sredi 5. stoletja je bil Ioanes, ki je leta 459 podpisal dekret patriarha Genadija I. Konstantinopelskega proti simoniji. Georg ali Gregor, omenjata se obe imeni, je bil kot "škof Justinijanopolisa" eden od očetov na Drugem koncilu v Konstantinoplu (553). Na Tretjem koncilu v Konstantinoplu (681) se je Teodor podpisal kot "škof Justinijanopolisa v pokrajini Eklezina". Na Četrtem koncilu v Konstantinoplu (879) je bil prisoten Gregorij. Do 10. stoletja se škofija ne omenja v nobeni Notitiae Episcopatuum. Konec tega stoletja je omenjena kot avtokefalna nadškofija, v  11. stoletju pa   kot metropolija z 21 sufragani. Acilisena je v tem času dosegla največji sijaj, ki se je končal z veličastno zmago Seldžukov nad Bizantinci v bitki pri Manzikertu leta 1071. Po 13. stoletju se v  Notitiae Episcopatuum ne omenjajo niti škofje niti škofija kot taka. Na sedanjem seznamu katoliških škofij se omenja kot naslovni sedež.
Seldžuški sultan Sulejman ibn Kutalmiš je leta 1071 Erzincan vključil v Mengdžuški bejluk. Marko Polo je o Erzincanu zapisal, da v njem živijo Armenci in da je eno od najbolj "imenitnih mest" in sedež nadškofije.
Leta 1243 je bil Erizincan uničen v bojih Seldžukov pod Kejhusrevom II. in Mongoli. Mesto se je do leta 1254 očitno opomoglo, ker je Viljem Rubruški zapisal, da je v potresu umrlo več kot 10.000 prebivalcev. V tem času so v mestu vladali delno neodvisni armenski knezi.
Erzincan je bil eno od najpomembnejših mest v zgodovini Safavidov. V njem se je poleti 1500 na poziv Ismaila I. zbralo približno 7.000 Kizilbaševih vojakov in mu pomagalo utrditi njegovo dinastijo.

### Prva svetovna vojna
V prvi svetovni vojni je bil  Erzencanu glavni štab turške Tretje armade in leta 1916 prizorišče bitke turške vojske pod poveljstvom Kerim Paše in ruske Kavkaške armade pod poveljstvom generala  Nikolaja Judeniča. Slednji je 12. julija osvojil Mama Hatun in 25. junija Erzincan. Mesto je bilo relativno nedotaknjeno in Judenič je zasegel veliko količino mestnih zalog. Ruska vojska ni izkoristila strateške prednosti, ki jo je dosegla z zmago, ampak se je postopoma umaknila proti severu.
Za komandanta turškega Prvega kavkaškega armadnega korpusa je bil imenovan polkovnik Kâzım Karabekir, ki je februarja 1918 zavzel Erzincan.

### Erzincanski sovjet
V letih 1916-1921 je v Erzincanu obstajal kratkoživ Erzincanski sovjet. Večina sedanjih turških provinc Erzincan in Tunceli je bila pod rusko okupacijo. Po oktobrski revoluciji so boljševiški vojaki prevzeli nadzor nad carskim častniškim zborom. Boljševiški vojak Arşak Cemalyan je pozval kurdske, armenske in turške predstavnike, naj sodelujejo v vodstvu Erzincanskega sovjeta.

### Potres
Velik potres 27. decembra 1939 je popolnoma porušil Erzincan. Potres je imel sedem velikih sunkov, od katerih je imel najmočnejši magnitudo 7,8. Bil je najmočnejši potres v novejši zgodovini Turčije. Prvi dan je umrlo 8.000 ljudi, naslednji dan pa se je število žrtev povečalo na 20.000. V manjših potresih in več poplavah je do konca leta umrlo 32.962 ljudi. Staro mesto se je zaradi poškodb povsem opustilo. Novi Erzincan je zgrajen malo bolj severno.

## Podnebje
Erzincan ima kontinentalno podnebje (Köppenova klasifikacija podnebja Dsa) z zelo mrzlimi zimami in vročimi suhimi poletji. Najbolj moker letni čas je pomlad, najbolj suh pa poletje. Najnižja izmerjena temperatura je bila −32,5 °C februarja 1950.  Najvišja izmerjena temperatura je bila 40,6 °C julija 2000. Največja višina snega je merila 74 cm februarja 1950.
| Podnebni podatki za Erzincan (Povprečja 1960–2012) (Ekstremi 1929–2016) | Podnebni podatki za Erzincan (Povprečja 1960–2012) (Ekstremi 1929–2016) | Podnebni podatki za Erzincan (Povprečja 1960–2012) (Ekstremi 1929–2016) | Podnebni podatki za Erzincan (Povprečja 1960–2012) (Ekstremi 1929–2016) | Podnebni podatki za Erzincan (Povprečja 1960–2012) (Ekstremi 1929–2016) | Podnebni podatki za Erzincan (Povprečja 1960–2012) (Ekstremi 1929–2016) | Podnebni podatki za Erzincan (Povprečja 1960–2012) (Ekstremi 1929–2016) | Podnebni podatki za Erzincan (Povprečja 1960–2012) (Ekstremi 1929–2016) | Podnebni podatki za Erzincan (Povprečja 1960–2012) (Ekstremi 1929–2016) | Podnebni podatki za Erzincan (Povprečja 1960–2012) (Ekstremi 1929–2016) | Podnebni podatki za Erzincan (Povprečja 1960–2012) (Ekstremi 1929–2016) | Podnebni podatki za Erzincan (Povprečja 1960–2012) (Ekstremi 1929–2016) | Podnebni podatki za Erzincan (Povprečja 1960–2012) (Ekstremi 1929–2016) | Podnebni podatki za Erzincan (Povprečja 1960–2012) (Ekstremi 1929–2016) |
| Mesec                                                                   | Jan                                                                     | Feb                                                                     | Mar                                                                     | Apr                                                                     | Maj                                                                     | Jun                                                                     | Jul                                                                     | Avg                                                                     | Sep                                                                     | Okt                                                                     | Nov                                                                     | Dec                                                                     | Letno                                                                   |
| ----------------------------------------------------------------------- | ----------------------------------------------------------------------- | ----------------------------------------------------------------------- | ----------------------------------------------------------------------- | ----------------------------------------------------------------------- | ----------------------------------------------------------------------- | ----------------------------------------------------------------------- | ----------------------------------------------------------------------- | ----------------------------------------------------------------------- | ----------------------------------------------------------------------- | ----------------------------------------------------------------------- | ----------------------------------------------------------------------- | ----------------------------------------------------------------------- | ----------------------------------------------------------------------- |
| Rekordno visoka temperatura °C                                          | 14.0                                                                    | 17.2                                                                    | 25.2                                                                    | 30.4                                                                    | 33.8                                                                    | 35.6                                                                    | 40.6                                                                    | 40.5                                                                    | 36.6                                                                    | 31.4                                                                    | 24.9                                                                    | 23.2                                                                    | 40.6                                                                    |
| Povprečna visoka temperatura °C                                         | 1.7                                                                     | 3.7                                                                     | 9.9                                                                     | 16.7                                                                    | 22.1                                                                    | 26.9                                                                    | 31.4                                                                    | 31.7                                                                    | 27.3                                                                    | 20.0                                                                    | 11.5                                                                    | 4.6                                                                     | 17.3                                                                    |
| Povprečna dnevna temperatura °C                                         | −2.9                                                                    | −1.2                                                                    | 4.4                                                                     | 10.7                                                                    | 15.6                                                                    | 20.0                                                                    | 24.0                                                                    | 23.7                                                                    | 18.9                                                                    | 12.1                                                                    | 5.2                                                                     | 0.1                                                                     | 10.9                                                                    |
| Povprečna nizka temperatura °C                                          | −6.9                                                                    | −5.5                                                                    | −0.5                                                                    | 5.0                                                                     | 8.8                                                                     | 12.3                                                                    | 15.6                                                                    | 15.2                                                                    | 10.7                                                                    | 5.9                                                                     | 0.6                                                                     | −3.5                                                                    | 4.8                                                                     |
| Rekordno nizka temperatura °C                                           | −32.5                                                                   | −32.4                                                                   | −22.4                                                                   | −11.1                                                                   | −4.2                                                                    | 2.0                                                                     | 4.8                                                                     | 5.9                                                                     | 0.3                                                                     | −6.8                                                                    | −17.4                                                                   | −25.9                                                                   | −32.5                                                                   |
| Povprečna količina padavin mm                                           | 28.1                                                                    | 30.3                                                                    | 41.2                                                                    | 53.8                                                                    | 54.5                                                                    | 30.2                                                                    | 11.4                                                                    | 6.8                                                                     | 14.3                                                                    | 43.4                                                                    | 39.3                                                                    | 28.8                                                                    | 382.1                                                                   |
| Povp. št. dni s padavinami                                              | 9.6                                                                     | 9.3                                                                     | 11.6                                                                    | 14.1                                                                    | 14.5                                                                    | 9.2                                                                     | 3.3                                                                     | 2.6                                                                     | 4.3                                                                     | 8.8                                                                     | 8.8                                                                     | 10.1                                                                    | 106.2                                                                   |
| Povp. št. sončnih ur                                                    | 89.9                                                                    | 106.4                                                                   | 158.1                                                                   | 171                                                                     | 226.3                                                                   | 288                                                                     | 328.6                                                                   | 310                                                                     | 261                                                                     | 192.2                                                                   | 126                                                                     | 74.4                                                                    | 2.331,9                                                                 |
| Vir: Devlet Meteoroloji İşleri Genel Müdürlüğü                          |                                                                         |                                                                         |                                                                         |                                                                         |                                                                         |                                                                         |                                                                         |                                                                         |                                                                         |                                                                         |                                                                         |                                                                         |                                                                         |